# Чаморро, Эусебио
Эусе́био Чаморро (исп. Eusébio Chamorro; 22 ноября 1922, Росарио — неизвестно) — аргентинский футболист, вратарь.

## Карьера
Эусебио Чамарро начал карьеру в клубе «Ньюэллс Олд Бойз» в возрасте 17 лет. С 1945 года он начал выходить на поле в основном составе команды, дебютировав 7 октября в матче с «Чакаритой Хуниорс» (8:0). А в том же сезоне он уже в третьей игре смог отразить пенальти в матче с «Химнасией и Эсгримой» (0:3). Постепенно Чамарро смог занять место основного вратаря команды, заменив Хулио Мусимесси. Он провёл за клуб 47 матчей. В декабря 1950 года Чамарро перешёл в «Боку Хуниорс». Он дебютировал в составе команды 20 декабря в матче с «Барселоной» из Гуаякиля (1:5). Всего за клуб он провёл 10 матчей, в которых пропустил 9 голов. 8 февраля 1951 года Эусебио сыграл последний матч за клуб против сборной Гондураса (1:0). После этого он ушёл в клуб «Индепендьенте Санта-Фе», где дебютировал 15 апреля в матче с «Кукута Депортиво» (2:4). В этой команде Чамарро играл до декабря 1952 года.
Возвратившись в Аргентину, Чамарро был дисквалифицирован из-за выхода колумбийской федерации футбола из под контроля ФИФА. Он поехал в Бразилию, будучи приглашённым тренером «Фламенго» Мануэлем Флейтас Соличем. Эусебио дебютировал в составе команды в матче с «XV ноября» из Жау (4:4), где он был заменён на Ари Сейшаса. Чамарро выиграл с командой три подряд чемпионата штата Рио-де-Жанейро. Последний матч за «Менго» голкипер провёл 14 октября 1956 года против «Бонсусессо» (1:1). А всего за клуб провёл 55 матчей, в которых пропустил 74 гола. 16 апреля 1958 года Чаморро сыграл один матч за «Палмейрас» с «Жабакуарой» (4:3). В 1962 году Эусебио играл за «Ньюэллс Олд Бойз», проведя за клуб 5 встреч.

## Достижения
- Чемпион штата Рио-де-Жанейро: 1953, 1954, 1955